# Richard Abelein
Richard Abelein (* 24. Juni 1891 in München; † 6. August 1973) war ein deutscher Tierarzt.

## Leben
Abelein war der Sohn des Oberst Karl Abelein und studierte an der Universität München. 1919 promovierte er zum Dr. med. vet. promovierte an der Universität Leipzig. Anschließend führte er in München bis 1935 eine Privatpraxis, die er nach Kriegsende 1945 wieder übernahm. Dort wirkte er als Fachtierarzt für Zuchtschäden. Vom 1. November 1935 bis 1945 war er als außerordentlicher Professor für Geburtshilfe und Zuchtkrankheiten an der Universität München tätig. 1956 wurde er emeritiert.
Bereits zum 1. Februar 1932 trat er der NSDAP bei (Mitgliedsnummer 890.500) und wurde dort Zellenleiter.
Abelein war maßgeblich an der Einführung der Besamung in Bayern und der Erforschung der Trichomonadenseuche des Rindes beteiligt.

## Publikation
- Beiträge zur „infektiösen Anämie“ der Pferde, Gotteswinter, München 1919, OCLC 258516981 (Dissertation Universität Leipzig 1919, 35 Seiten)